# Achterdiep
Het Achterdiep is een streek in de gemeente Midden-Groningen in de provincie Groningen in Nederland, tegenwoordig behorend tot de wijk Sappemeer-Noord.
De streek is genoemd naar het kanaal het Achterdiep dat parallel aan het Winschoterdiep loopt, vandaar de naam: het diep achter het Winschoterdiep. Dit Achterdiep ligt in de wijk Sappemeer-Noord tussen de Verlengde Winkelhoek in het westen en Spitsbergen in het oosten. Het diep loopt nu onder de Slochterstraat, Verlengde Herenstraat en de Laveiweg door. Oorspronkelijk ging het diep over in het Noordbroeksterdiep dat doorliep tot aan Noordbroek.
Het streekje ontstond in het verlengde van het Gaarveen bij Kolham. Het Achterdiep en de Jagerswijk werden in 1630 gegraven voor het turfvervoer uit de Sappemeerstervenen. Winkelhoek en Heerenlaan (nu: Verlengde Herenstraat) werden rond 1900 als afzonderlijke buurtschappen gezien.
In het Achterdiep is een torenvormig kunstwerk te vinden dat in 1994 werd gemaakt door Gerlof Hamersma in het kader van de Herinrichting Gronings - Drentse Veenkoloniën.
Schaatsster Marianne Timmer groeide op aan het Achterdiep.

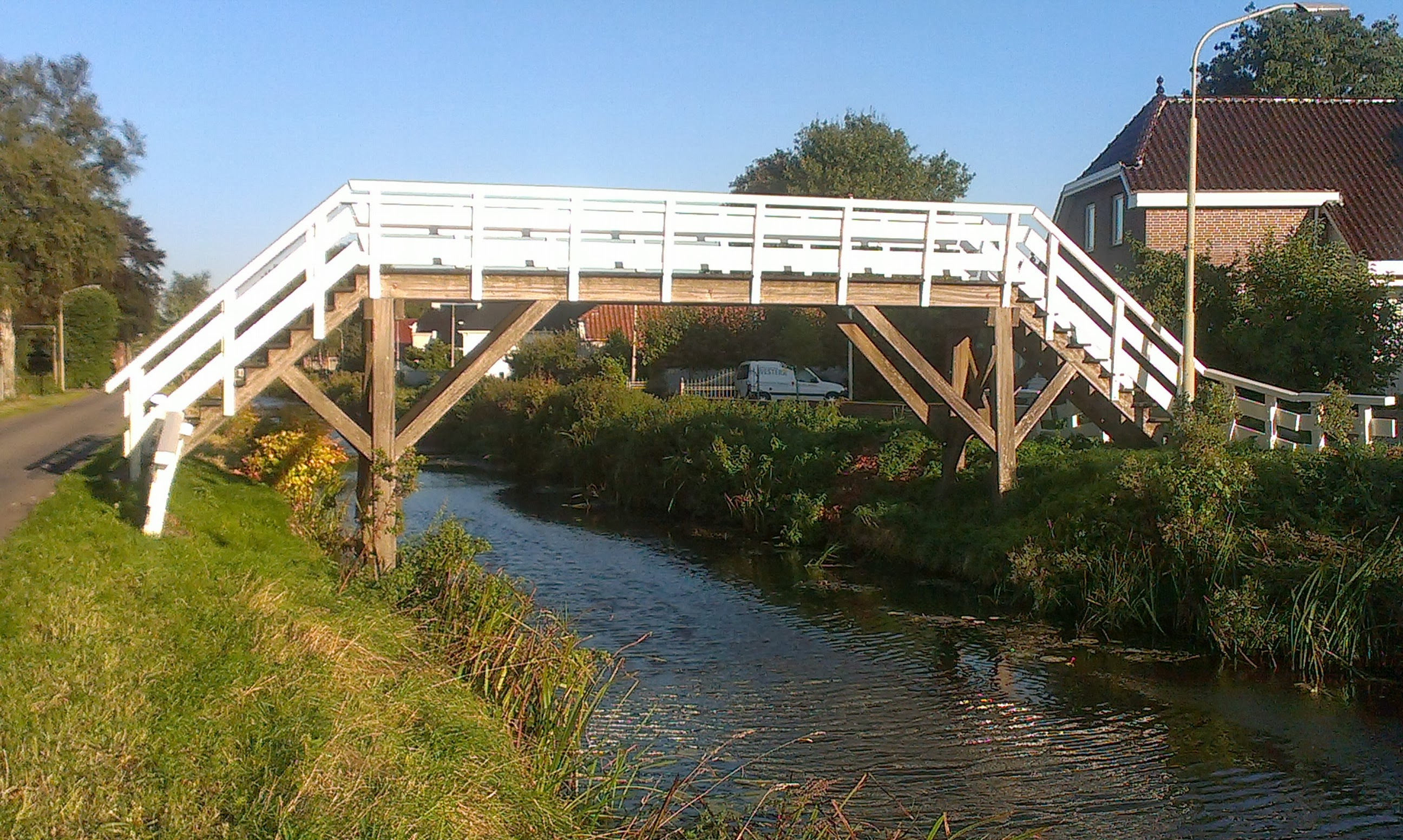
Over het Achterdiep is nog één hoogholtje te vinden, bij de kruising met de Verlengde Herenstraat.
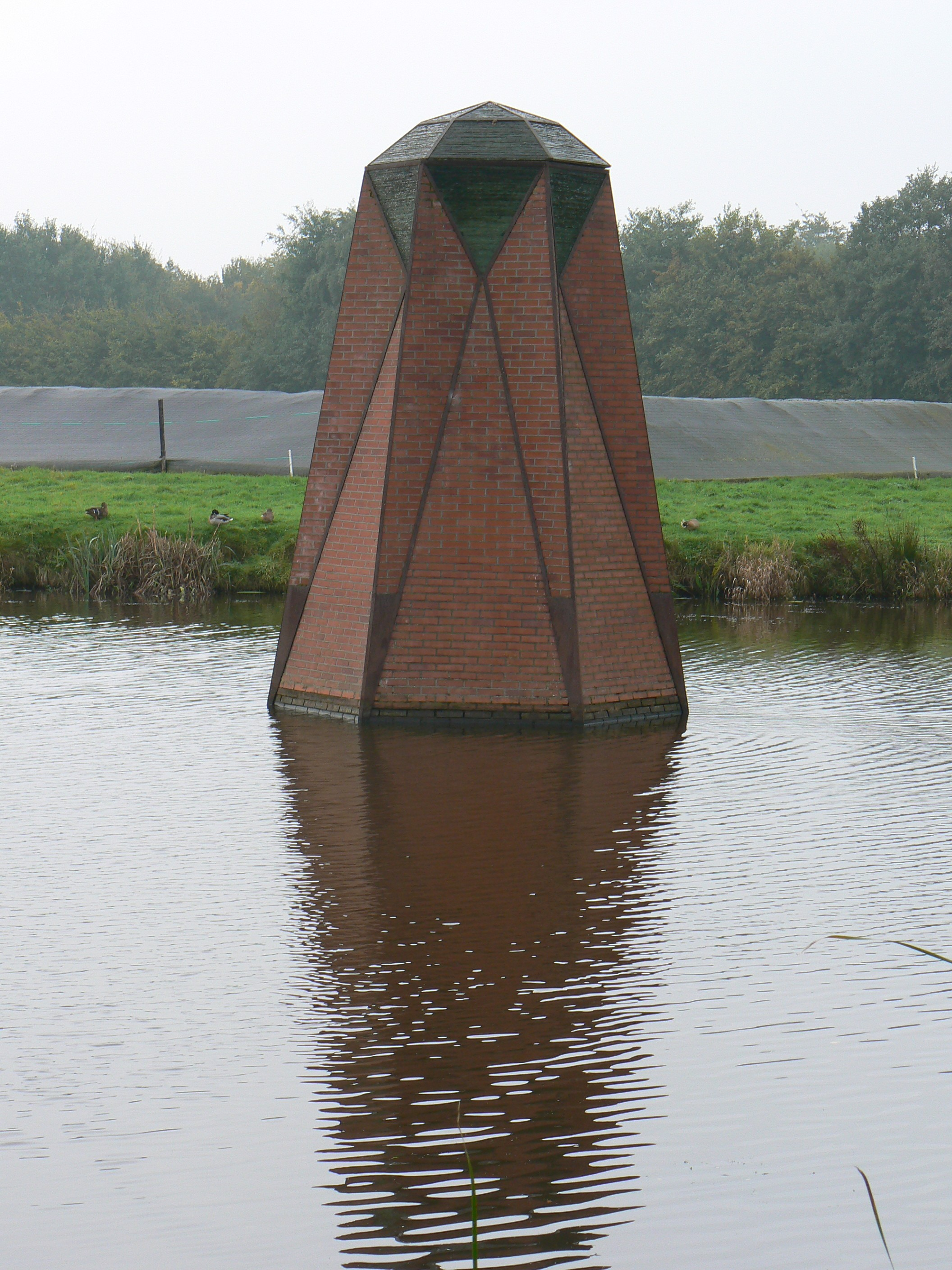
Gerlof Hamersma zonder titel (1994)

Dorpen: Borgercompagnie · Foxhol · Froombosch · Harkstede · Hellum · Hoogezand · Kiel-Windeweer · Kolham · Kropswolde · Luddeweer · Meeden · Muntendam · Noordbroek · Overschild · Sappemeer · Scharmer · Schildwolde · Siddeburen · Slochteren · Steendam · Tripscompagnie · Tjuchem · Waterhuizen · Westerbroek · Woudbloem · Zuidbroek

Buurtschappen: Achterdiep · Akkereinden · Ayngehorn · Beneden Veensloot · Blokum · Bokhörn · Borgweg · Boven Veensloot (deels) · Bovenhuizen · Bovenstreek · Buitenhuizen · Denemarken · Drukkebuurt · Duurkenakker · Eelshuis · Foxham · Foxholsterbosch · Gaarland · Gaarveen · De Hammen · Den Ham · Hamweg · Heerenlaan · Heidenschap · De Hole · Huisweeren · Jagerswijk · Kalkwijk · Kiel · Klein Harkstede (deels) · Kleinemeer · 't Klooster · Korengarst · Kostverloren · Lageland · Langewijk · Leentjer · Lula · Medumertol · Nieuwe Compagnie · Noordbroeksterhamrik · Noordbroeksterveen · Oosterweeren · Oostwold · Oude Verlaat · De Paauwen · Roeksweer · Ruiten · Schaaphok · Schildland ·  Siddebuursterveen · Spitsbergen · Stootshorn · Tusschenloegen · Tussenklappen · Uiterburen · Uitham · Veendijk · Het Veen · 't Veen · Veenhuizen · Vossenburg · Weereweg · Westeind · Wilderhof · Windeweer · Winkelhoek · Wolfsbarge · De Zanden · Zandwerf · Zuiderveen 

Wijk: Gorecht · Gouden Driehoek · Martenshoek · Meerwijck · Ruitershorn · Rengerspark · Sappemeer-Noord · De Vosholen · Woldwijck · Zuiderpark

Groningen: Steden en dorpen      Nederland: Provincies · Gemeenten